# Roman Kapitonenko
Roman Kapitonenko –en ucraniano, Роман Капітоненко– (Shostka, URSS, 21 de enero de 1981) es un deportista ucraniano que compitió en boxeo.
Ganó una medalla de plata en el Campeonato Mundial de Boxeo Aficionado de 2009 y dos medallas de bronce en el Campeonato Europeo de Boxeo Aficionado, en los años 2008 y 2010.

## Palmarés internacional
| Campeonato Mundial | Campeonato Mundial      | Campeonato Mundial | Campeonato Mundial |
| Año                | Lugar                   | Medalla            | Categoría          |
| ------------------ | ----------------------- | ------------------ | ------------------ |
| 2009               | Milán (Italia)          | Medalla de plata   | +91 kg             |
| Campeonato Europeo |                         |                    |                    |
| Año                | Lugar                   | Medalla            | Categoría          |
| 2008               | Liverpool (Reino Unido) | Medalla de bronce  | +91 kg             |
| 2010               | Moscú (Rusia)           | Medalla de bronce  | +91 kg             |